# جيرالد ر. ألين
جيرالد ر. ألين (بالإنجليزية: Gerald R. Allen)‏ هو عالم نبات أسترالي، ولد في 1942 في لوس أنجلوس في الولايات المتحدة.